# Herz Jesu (Buchs SG)

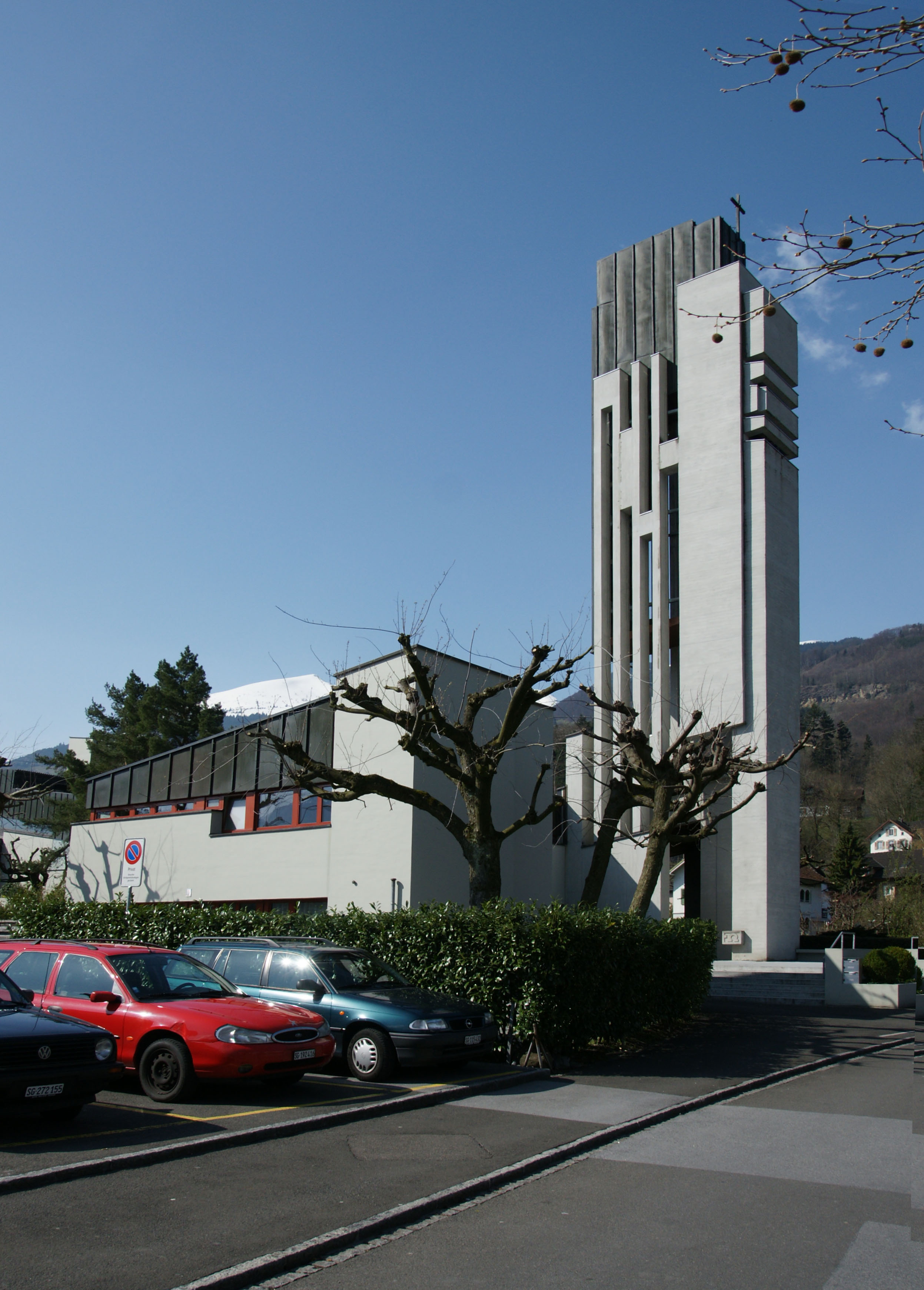
Kirche Herz Jesu Buchs SG

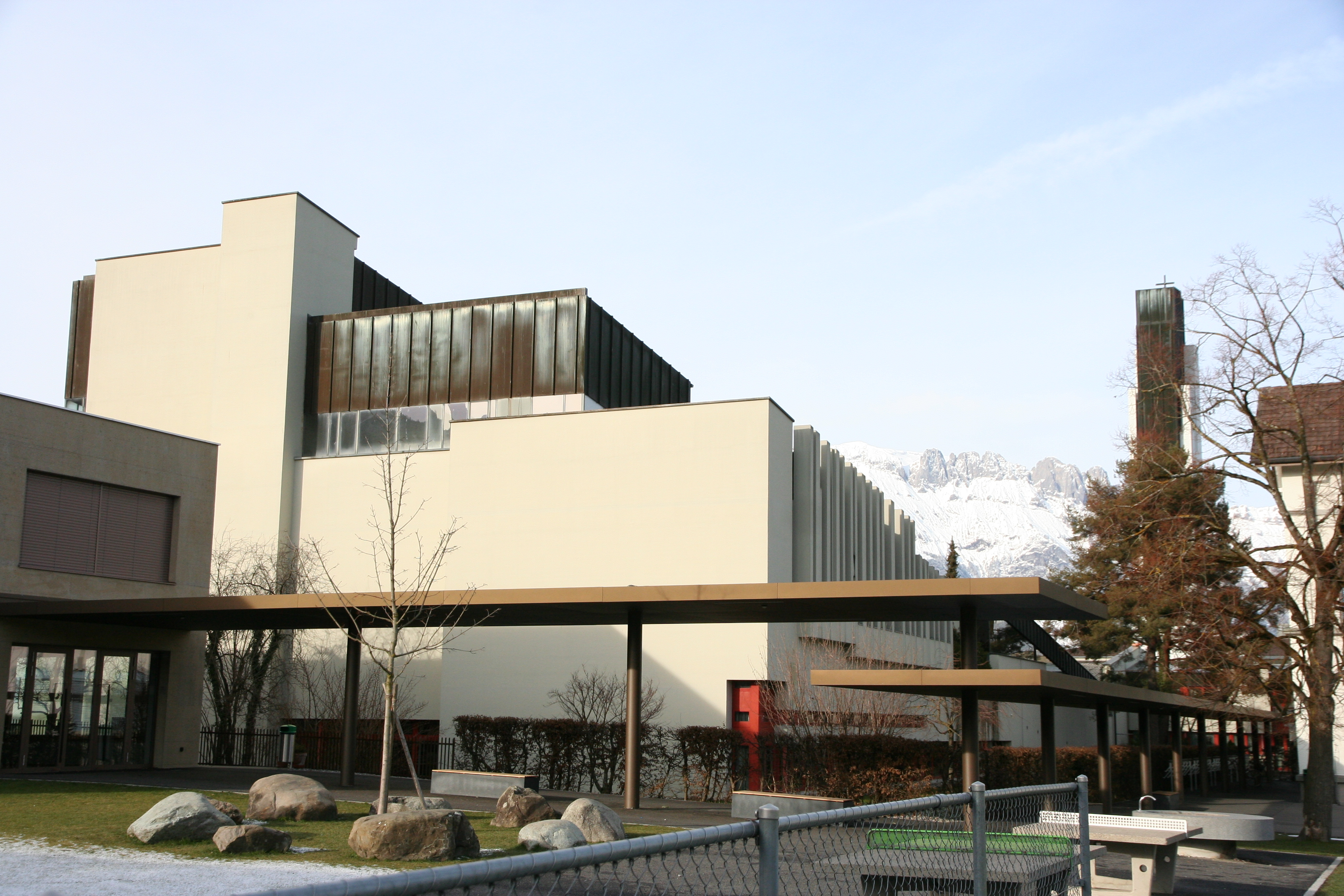
Ansicht von Osten

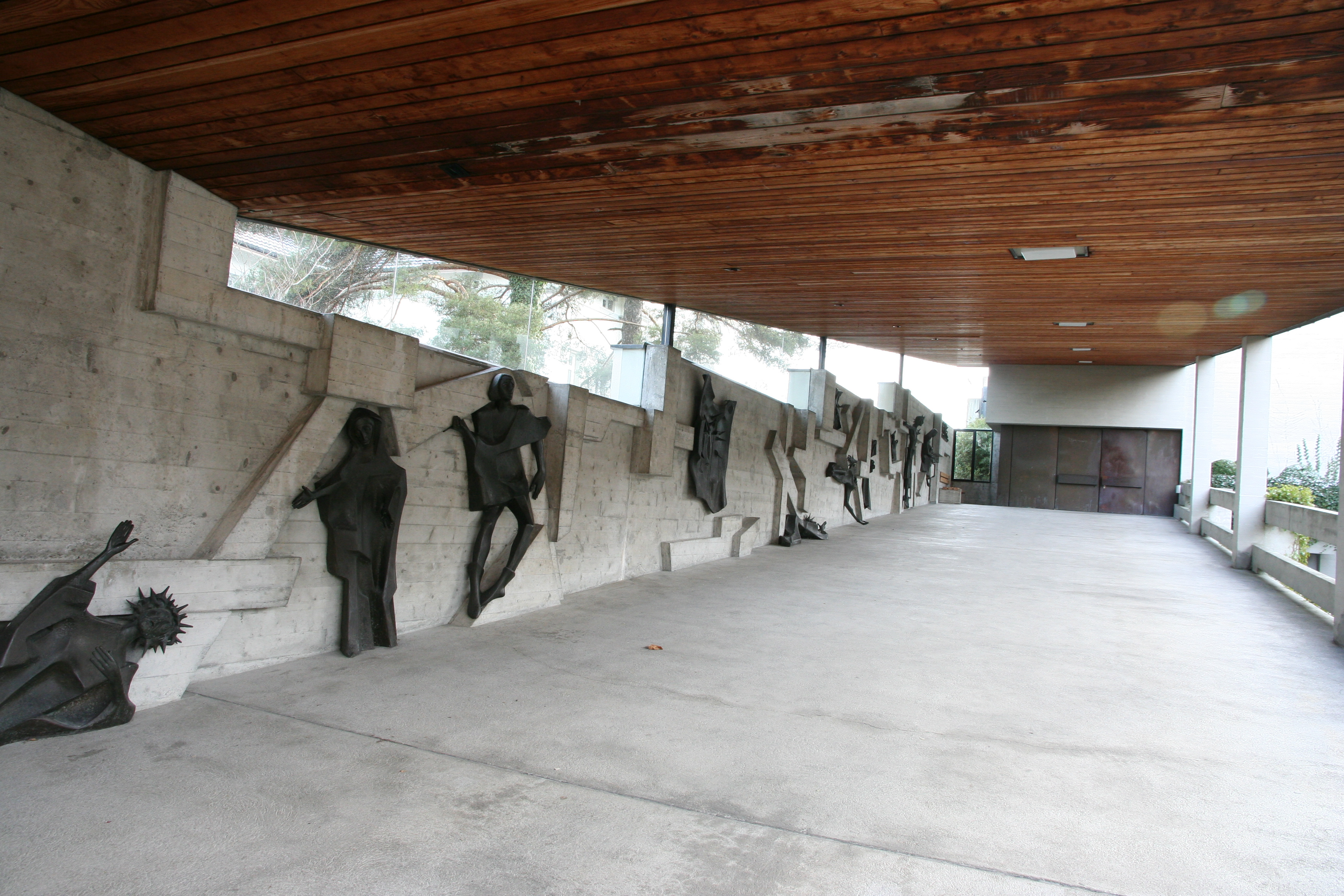
Aufgang zum Kirchenportal

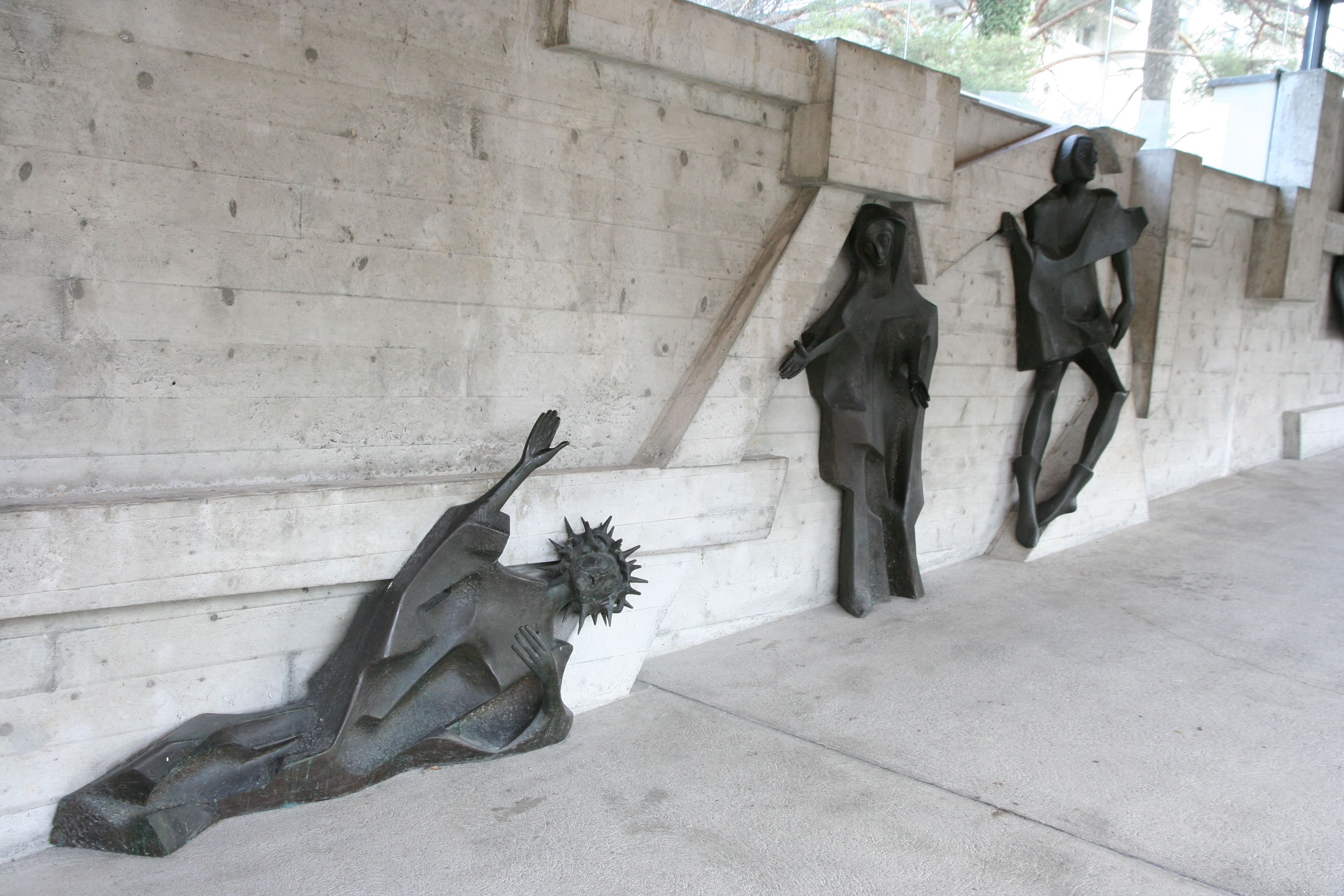
Detail des Kreuzwegs im Aussenbereich

Die Kirche Herz Jesu ist die römisch-katholische Pfarrkirche von Buchs SG im Kanton St. Gallen. Erbaut wurde sie nach Plänen des Architekten Justus Dahinden in den Jahren 1964–1965.

## Geschichte

### Vorgeschichte
Die Region um das heutige Buchs, das Obere St. Gallische Rheintal, war schon immer eine Grenzregion gewesen, durch die auch wichtige Handelswege führten. Die erste Christianisierung der Region erfolgte wohl in der Spätzeit des Römischen Reiches. Darüber gibt es in der Region weder christliche Grabfunde noch schriftlichen Überlieferungen. Im frühen 7. Jahrhundert kamen dann der Hl. Kolumban von Luxeuil und sein Gefährte, der Hl. Gallus, über den oberen Zürichsee an den Bodensee und begannen von dort aus die Bevölkerung zu christianisieren. Nachdem Kolumban weitergezogen war, blieb Gallus allein zurück. Er folgte 612 dem Flusslauf der Steinach und liess sich bei der Mühleggschlucht nieder. Dort baute er eine Klause, sodass der Hl. Gallus als Gründer sich später dort entwickelnden Stadt St. Gallen gilt.
Um das Jahr 612 besuchte Gallus den in Grabs lebenden Diakon Johannes, weshalb auch das heutige Begegnungszentrum in Grabs dem Hl. Gallus geweiht ist. Die Urkunde, die vom Besuch Gallus’ bei Johannes berichtet, wodurch Grabs als die älteste dokumentierte Kirchgemeinde in der Region des heutigen Bistums St. Gallen gilt. Als wenige Jahre später Gallus für das Amt des Bischofs von Konstanz vorgeschlagen wurde und er dieses Amt ablehnte, schlug er statt seiner den Diakon Johannes aus Grabs vor, der dann 615 als Johann I. zum Bischof von Konstanz gewählt wurde. 766 vermachte der Churer Bischof Tello die Kirche von Grabs dem Kloster Disentis, während er den Ort Grabs dem Kloster St. Gallen vermachte. Dies zeigt, dass sich die Region auch damals im 8. Jahrhundert im Einflussgebiet zweier Regionen befand.
Am 24. Januar 949 schenkte Kaiser Otto I. die Kirche von Grabs samt Land dem Kloster Einsiedeln. Einerseits tat dies der König, um etwas für sein Seelenheil zu tun, andererseits wollte er mit dieser Schenkung das junge Kloster Einsiedeln fördern, statt das damals bereits einflussreiche Kloster St. Gallen weiter zu stärken. Im Jahr 979 wurde die Kirche von Grabs dem Hl. Bartholomäus geweiht und 992 bestätigte Kaiser Otto III. noch einmal die Schenkung von Grabs durch seinen Grossvater Otto I. an das Kloster Einsiedeln.
Zur Zeit der Reformation standen Buchs, Grabs, Sevelen SG und das umliegende Land v. a. kirchlich im Einflussbereich des Bistums Chur. Um 1520 gab es in Gams SG und Wartau einen Pfarrer und einen Vikar, in Buchs und Sevelen einen Pfarrer, in Grabs einen Pfarrer und einen Vikar, sowie in Werdenberg SG und Wildhaus SG je einen Kaplan. Rechtlich dagegen gehörten Buchs, Grabs und Sevelen zur Grafschaft Werdenberg, die 1517 durch die Freiherren von Hewen Werdenberg an den Kanton Glarus verkauft wurde. Da sich die Glarner während der Reformation nicht einig werden konnten, ob sie selbst katholisch bleiben oder reformiert werden wollten, wurde von den Glarnern (und Schwyzern) für die Grafschaft Uznach jeweils ein katholischer Vogt bestimmt, für die Grafschaft Werdenberg dagegen von Glarus allein jeweils ein reformierter. So kam es, dass der Glarner Landvogt Jost Tschudi in der Grafschaft Werdenberg 1526 die Reformation einführte, womit fortan die Ausübung des katholischen Glaubens verboten war. Der Einmarsch der napoleonischen Truppen in das Gebiet der Alten Eidgenossenschaft führte 1798 zur Gründung der Helvetischen Republik; die alten Herrschaftsrechte wurden aufgehoben und die Dörfer der Grafschaft Werdenberg dem Kanton Linth zugeschlagen. Nach dem Untergang der Helvetischen Republik kamen Buchs, Grabs, Sevelen und Werdenberg 1803 zum Kanton St. Gallen.

### Aufbau der Pfarrei Buchs
1850 waren von den 2015 Einwohnern von Buchs 22 katholisch, von den 3272 Einwohnern von Grabs dagegen lediglich 8 katholisch. Zu jener Zeit waren diese wenigen Katholiken weitgehend sich selbst überlassen. Eigentlich hätten sie zur katholischen Pfarrei von Gams gehört, das nach der Reformation katholisch geblieben war, weil es zur Landschaft Gaster gehört hatte. Doch die Seelsorger von Gams wurden von den wenigen Katholiken von Buchs oft nur bei Taufen, Trauungen und Beerdigungen um ihre Dienste gebeten. Den Sonntagsgottesdienst besuchten sie dagegen eher im jenseits des Rheins gelegenen, jedoch näheren Schaan. Ab 1890 wurde dann die Seelsorge der zahlreicher werdenden Katholiken von Buchs und Grabs durch den Vikar der Pfarrei Gams intensiviert. Am 6. April 1890 fand die erste Messe nach der Reformation in Buchs statt, und zwar im Hotel Rätia. Am 21. Juni 1894 wurde in Buchs eine katholische Missionsstation gegründet, die bereits 1895 das Areal für den Bau der 1896–1897 errichteten neogotischen Kirche erwerben konnte. Am 11. November 1898 ernannte der Bischof von St. Gallen, Augustin Egger, Buchs zu einer eigenständigen Pfarrei. Der erste Pfarrer von Buchs wurde Johann Künzle, der später als Kräuterpfarrer bekannt wurde. Er wirkte in Buchs bis 1907, bevor er Pfarrer von Herisau wurde.
1945 gründeten die Katholiken von Buchs ihre katholische Kirchgemeinde. Das Bevölkerungswachstum hatte nach dem Zweiten Weltkrieg zur Folge, dass der Platz in der in die Jahre gekommene Herz-Jesu-Kirche zu eng wurde. In der Kirche mit 240 Sitzplätzen fanden zu Beginn der 1960er Jahre jeden Sonntag drei Gottesdienste statt; an einem einzelnen dieser Gottesdienste nahmen bis zu 320 Personen teil. Deshalb wurde der Bau einer neuen Kirche unumgänglich. Am 18. August 1961 wurde eine Baukommission gewählt, die im November 1961 dem Zürcher Architekten Justus Dahinden den Auftrag erteilte, eine Vorstudie zum Bau der neuen Kirche zu erstellen. Am 1. Juli 1963 bewilligte die Kirchgemeinde das ausgearbeitete, definitive Projekt, sodass mit den Vorarbeiten begonnen werden konnte. Am 23. August 1964 erfolgte die Grundsteinlegung durch Bischof Joseph Hasler. Der Diözesanbischof nahm am 19. Dezember 1965 die Weihe der fertiggestellten Kirche vor. Wie der Vorgängerbau erhielt auch der Neubau das Patrozinium des Heiligsten Herzens Jesu. 1991 und 1998 schuf die Künstlerin Monika Foser-Mahlknecht als Ergänzung der ursprünglichen Ausstattung der Kirche das Herz-Jesu-Fenster.
Heute gehört die Pfarrei Buchs-Grabs zur Seelsorgeeinheit Werdenberg, die die Pfarreien Wartau, Sevelen, Buchs-Grabs, Gams und Sennwald umfasst. Die Seelsorgeeinheit ist Teil des Dekanats Sargans.

### Aufbau der Seelsorge in Grabs
Die Seelsorge für die Katholiken von Grabs wurde bis 1961 zwischen der Pfarrei Gams (nördlich des Dorfbaches) und der Pfarrei Buchs (südlich des Baches) aufgeteilt. 1961 gründeten die Katholiken von Gams dann eine Kapellgenossenschaft mit dem Ziel, ein eigenes Gotteshaus zu errichten. Diese blieb bis 1984 bestehen. Ab 1965 wurden in der Spitalkapelle Grabs katholische Gottesdienste gefeiert. 1977 wurde Grabs dann offiziell Buchs zugeteilt, sodass die Kirchgemeinde Buchs-Grabs entstand. 1985 wurde in Grabs schliesslich das Begegnungszentrum St. Gallus eingeweiht.

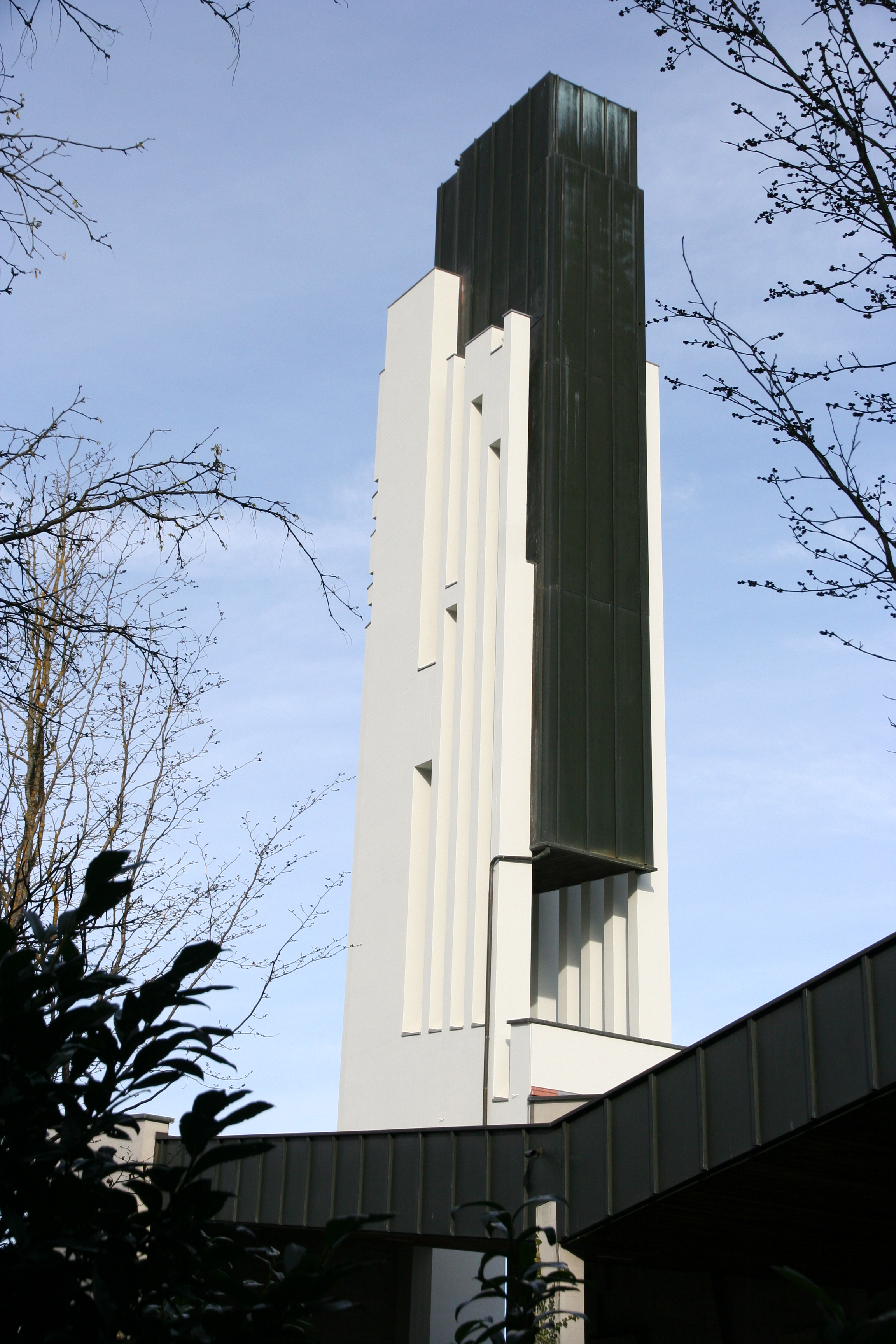
Glockenturm

## Baubeschreibung

### Kirchturm und Äusseres
Südwestlich des Ortszentrums von Buchs befindet sich die Kirche Herz Jesu an der Pfrundgutstrasse, einer ruhigen Quartierstrasse, steht von dieser jedoch etwas zurückversetzt. Von weitem macht der Kirchturm auf die Lage der Kirche aufmerksam. Sowohl der Turm als auch das Kirchengebäude selbst werden aus kubischen Formen gebildet, die zum Teil mit einem Kupferblech bedeckt sind. So entsteht ein doppelter Kontrast in Material und Farbe zwischen den kupferbedeckten Elementen und den anderen Volumen, die als Sichtbetonkörper gestaltet wurden.
Unter dem Kirchturm hindurch gelangt man auf eine gedeckte Rampe, die an einer Betonmauer entlangführt. Hinter dieser Mauer ist an den Kirchturm das niedere Pfarrhaus hinzugebaut. Geht man der Mauer entlang, führt die Rampe am Kreuzweg vorbei zum bronzenen Eingangsportal der Kirche. Mit dieser Idee, dass der Weg zur Kirche unter dem Kirchturm hindurch über eine Rampe einer geraden Mauer entlangführt, an der bereits ausserhalb der Kirche der Kreuzweg angebracht ist, greift Justus Dahinden ein Konzept auf, das wenige Jahre zuvor bereits Architekt Walter Moser bei seiner Kirche St. Christophorus Wangen an der Aare angewendet hat. Anders als beim Gotteshaus von Moser ist jedoch in Buchs die Rampe mit einem Flachdach überdeckt. Der Künstler Albert Wider aus Widnau stattete den Kreuzweg mit lebensgrossen, expressiven Bronzefiguren aus. Als Kontrast zu den menschlichen Figuren ragen aus der Betonmauer kubische Elemente heraus, die eine Staffage andeuten und v. a. auch das Kreuz Jesu bei der jeweiligen Kreuzwegstation bilden. Indem die Rampe zur Kirche hin ansteigt, erhält der Kreuzweg eine zusätzliche Dynamik. Vom Eingangsportal der Kirche her kann man auch ins Pfarreizentrum gelangen, das unter der Kirche eingebaut ist.
Der Kirchturm enthält ein fünfstimmiges Geläute der Passauer Firma Rudolf Perner, das am 21. Mai 1965 gegossen wurde. Am 20. August 1965 kamen die Glocken in Buchs an und wurden nach ihrer Weihe in den Turm der Kirche aufgezogen. Beim Geläute der katholischen Kirche Buchs handelt es sich um das grösste Perner-Geläute der Schweiz. Eine Besonderheit stellt die zweite Glocke dar: Sie wurde als Durglocke ausgeführt, was die Schweizer Glockengiesser in jener Zeit nicht beherrschten. Die Lautstärke der Glocken wird durch die Akustik des Turmes, aber auch durch die teils offene Aufhängung sowie durch die niedrige Höhe insbesondere der grossen Glocken noch verstärkt.

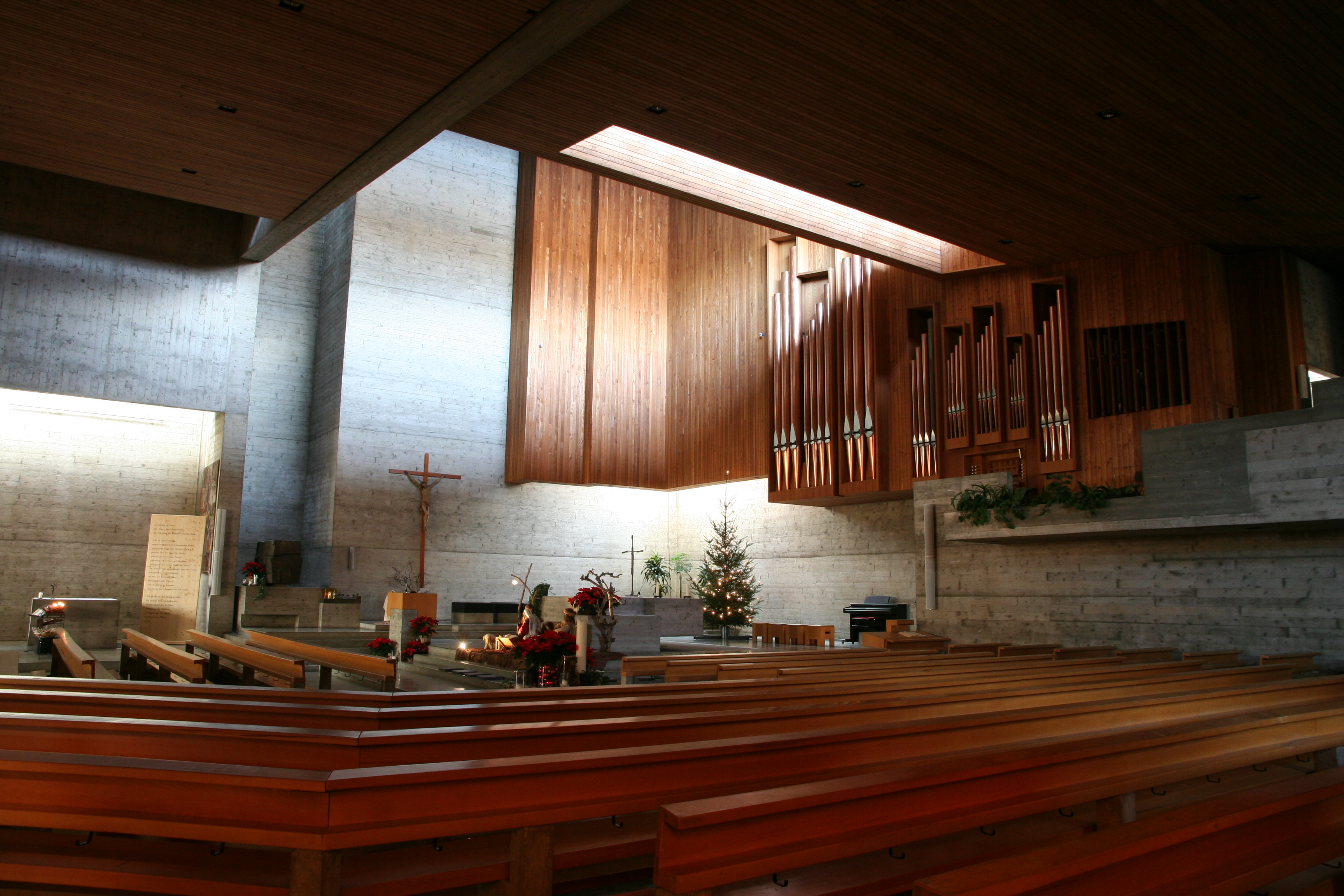
Innenansicht

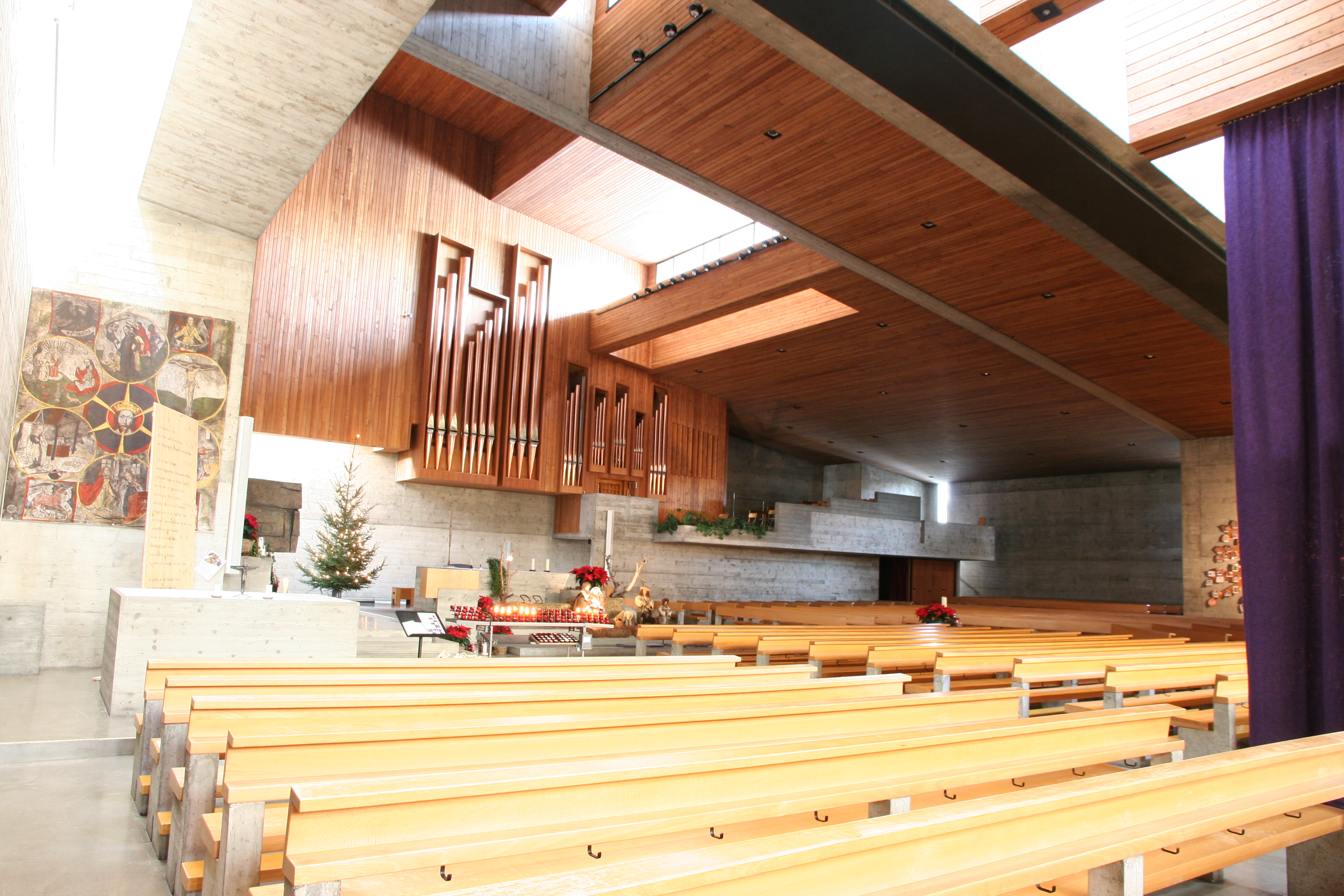
Blick zur Orgelempore

| Nummer | Gewicht | Schlagton | Widmung          | Inschrift |
| ------ | ------- | --------- | ---------------- | --- |
| 1      | 3452 kg | B°        | Herz Jesu        | «Denn das Lamm inmitten des Thrones wird ihr Hirte sein und sie leiten zu den Wasserquellen des Lebens.» (Offb 7, 17)                            |
| 2      | 1800 kg | des       | Muttergottes     | «Er hat in Gnaden geschaut auf seine niedrige Magd. Siehe, von nun an preisen mich selig alle Geschlechter.» (Lk 1, 48)                          |
| 3      | 1012 kg | f         | Hl. Josef        | «Was ihr tut in Wort und Werk, tut alles im Namen des Herrn.» (Kol 3, 17)                                                                        |
| 4      | 588 kg  | as        | Hl. Bruder Klaus | «So wollen wir nach dem streben, was zum Frieden und zur gegenseitigen Erbauung dient.» (Röm 14,17)                                              |
| 5      | 403 kg  | b         | Hl. Schutzengel  | «Siehe, ich sende meinen Engel, dass er vor dir hergehe, dich auf dem Wege behüte und dich an den Ort führe, den ich bereitet habe.» (Ex 23, 20) |

### Innenraum und künstlerische Ausstattung
Durch ein schlichtes breites Bronzeportal gelangt man in das Innere der Kirche. Diese ist auf einem Quadratgrundriss aufgebaut und Übereck konzipiert. Justus Dahinden gestaltete den Raum aus klaren, kubischen Formen, die teils im Stil des béton brut gehalten sind, teils auch mit Holzleisten verkleidet wurden. Waagrechte Linien verleihen dem Raum Weite, vertikale Linien lenken den Blick nach oben, in Richtung Transzendenz. Das Tageslicht fällt durch Fenster indirekt in den Raum, sodass es je nach Tageszeit und Wetter die Stimmung des Raumes verändert. Dieses Licht soll gemäss Justus Dahinden die Gnade Gottes ausdrücken, die gleich wie das Tageslicht vertikal zu den Gläubigen herabströmt.
Nach seinen beiden Zürcher Kirchen St. Paulus Dielsdorf und Maria Krönung Zürich-Witikon schuf Dahinden in Buchs nun seinen dritten Sakralbau, der zugleich der erste ist, den er von Anfang als nachkonziliäres Gotteshaus gemäss der Liturgiekonstitution des Zweiten Vatikanischen Konzils gestaltete: Die Gläubigen scharen sich im Halbkreis um den durch einige Stufen erhöhten Altarraum. Der Volksaltar wird vom Ambo flankiert, der Taufstein ist nicht mehr beim Kircheneingang in einer separaten Taufkapelle aufgestellt, sondern mittig in der Nähe des Altars, was die Aufnahme eines Täuflings in die Gemeinschaft der Gläubigen räumlich unterstreicht (Communio-Gedanke). Auf der südlichen Seite des Raumes ist, etwas abgesetzt, eine Werktagskapelle eingebaut. Sowohl nahe beim Altar der Werktagskapelle als auch nahe dem Volksaltar im Hauptraum ist der Tabernakel aus Bronze an der Chorwand aufgestellt. Geschaffen wurde dieser wie alle anderen plastischen Elemente von Albert Wider. Die Gestaltung des Tabernakelgehäuses erinnert an die Bundeslade, enthält aber auch das Christuszeichen sowie die Buchstaben Alpha und Omega, die an das Jesuswort erinnern: «Ich bin das Alpha und das Omega, der Erste und der Letzte, der Anfang und das Ende.» (Offb 22, 13) 
Überlebensgross schuf Albert Wider eine Thronende Madonna, die ebenso wie das Jesuskind auf ihrem Schoss die Hände zum Gebet geöffnet hat. Das wallende Gewand belebt die grossflächige Bronzeplastik, oben ist wie bei der Verkündigung des Herrn eine Heiliggeisttaube abgebildet. Das auffälligste Kunstwerk der Kirche ist eine ebenfalls überlebensgrosse Figur des Bruder Klaus. Dieser kniet und sieht in einer Vision Gott. Die Körperhaltung und das Mienenspiel des Heiligen drücken Staunen und Demut aus. Zum hundert Jahr-Jubiläum der Pfarrei Buchs schuf Monika Foser-Mahlknecht 1998 an der Rückwand der Kirche das grosse Glasfenster. Runde Formen, die im Gegensatz zu der Formensprache der Architektur in der Kirche stehen, deuten ein Wurzel- und Astwerk an, das aufgrund des Tageslichts lebendig zu werden scheint.

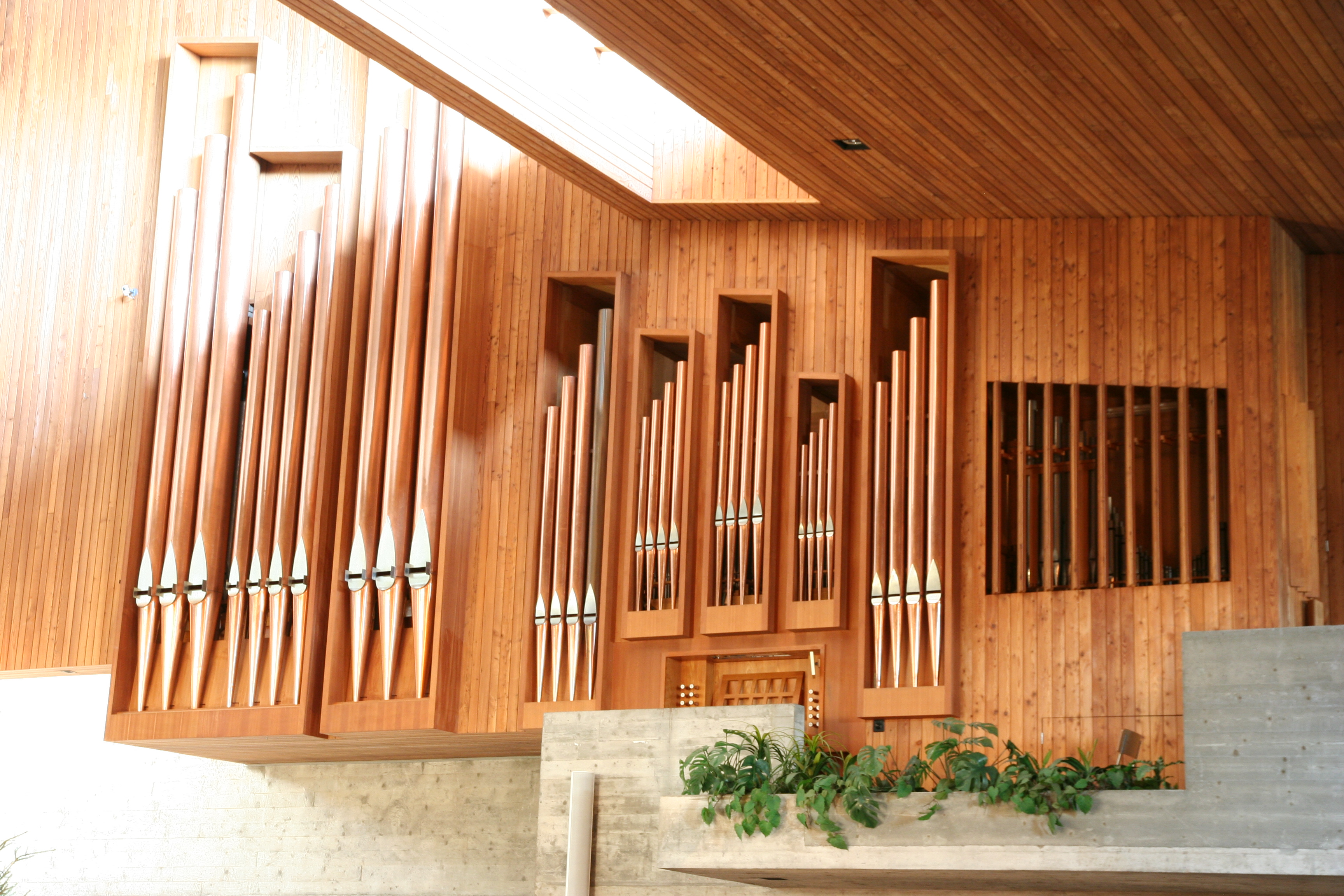
Mathis-Orgel von 1969

## Orgel
Die Firma Mathis Orgelbau erstellte im Jahr 1969 die Orgel für die neugebaute Kirche Herz Jesu. Es handelt sich um ein Instrument mit 21 Registern auf zwei Manualen und Pedal.
| I Hauptwerk C–g3 |                |
| Prinzipal        | 8′             |
| Koppelflöte      | 8′             |
| Oktave           | 4′             |
| Gemshorn         | 4′             |
| Sesquialter      | 2 ⁄3′ + 1 3⁄5′ |
| Nachthorn        | 2′             |
| Mixtur III–IV    | 1 ⁄3′          |
| Dulcian          | 16′            |

| II Schwellwerk C–g3 |       |
| Gedackt             | 8′    |
| Prinzipal           | 4′    |
| Rohrflöte           | 4′    |
| Oktave              | 2′    |
| Larigot             | 1 ⁄3′ |
| Scharff III–IV      | 2⁄3′  |
| Vox humana          | 8′    |

| Pedal C–f1   |       |
| Subbass      | 16′   |
| Oktave       | 8′    |
| Pommer       | 8′    |
| Choralbass   | 4′    |
| Rauschpfeife | 2 ⁄3′ |
| Posaune      | 8′    |

- Koppeln: II/I, I/P, II/P

## Baudenkmalschutz
Neben dem Gasthaus Traube und dem Bahnhof mit Lokremise und Stellwerk ist die katholische Kirche Heilig Kreuz das einzige Objekt von Buchs SG, das auf der Liste der Kulturgüter des Kantons St. Gallen (Kategorie B) aufgenommen ist.